# Thụy Phương, Tân Bắc
Thụy Phương (tiếng Trung: 瑞芳區; bính âm Hán ngữ: Ruìfāng Qū; bính âm thông dụng: Rueìfang Cyu; Bạch thoại tự: Sūi-hong-khu) là một khu (quận) của thành phố Tân Bắc, Trung Hoa Dân Quốc (Đài Loan). Ngành mỏ từng đóng vai trò quan trọng trong nền kinh tế của Thụy Phương vào đầu thế kỷ 20, vàng được khai thác tại Cửu Phần (九份) và Kim Qua Thạch (金瓜石), than được khai thác tại Hầu Động (猴硐). Các mỏ này đã trở thành các địa điểm du lịch sau năm 1990.